# Chacarita Juniors
Der Club Atlético Chacarita Juniors, kurz die Chacarita Juniors, ist ein argentinischer Sportverein aus Buenos Aires und vor allem durch seine Fußballabteilung bekannt. Die Fußballmannschaft des 1906 gegründeten Klubs spielt in der Primera B Nacional, der zweithöchsten Spielklasse im argentinischen Fußball.
Während sich der Vereinssitz im Stadtviertel Chacarita befindet, liegt das Fußballstadion im außerhalb der Stadt gelegenen Villa Maipú (Partido Tres de Febrero).

## Geschichte
Der Verein wurde am 1. Mai 1906 gegründet. Es folgte eine kurze Zeit mit einer institutionellen Krise, so dass der Verein 1919 wieder geöffnet wurde. Im Jahr 1924 erreichte das Team die erste Amateurliga, wo der Verein auch nach der Professionalisierung des Fußballs 1931 blieb.
Im Jahr 1940 stiegen sie in die zweite Amateurliga ab, konnten nach einem Jahr jedoch schon den Wiederaufstieg feiern. Im Jahr 1956 stieg man ein zweites Mal ab, musste aber wiederum nur drei Jahre auf die Rückkehr in die erste Liga warten. Nach zehn Jahren in Liga 1 in Folge konnten die Chacarita Juniors ihren einzigen Titel, die Metropolitano 1969, feiern.
In den Folgejahren spielte das Team durchweg schlecht und wurde bis 1980 in die vierte Liga durchgereicht. Schon 1984 feierte man die Rückkehr in die erste Liga, musste aufgrund von Problemen mit eigenen Hooligans und einem Punktabzug jedoch wieder den Abstieg hinnehmen.
Bis zum Wiederaufstieg 1999 spielte der Club durchweg zweit- oder gar drittklassig. Nach der Clausura 2004 stieg der Verein wieder in die Nacional B ab, wo sie nach einem kurzen Ausflug in die Primera División 2009/2010 seit der Saison 2010/11 wieder spielen.

## Erfolge

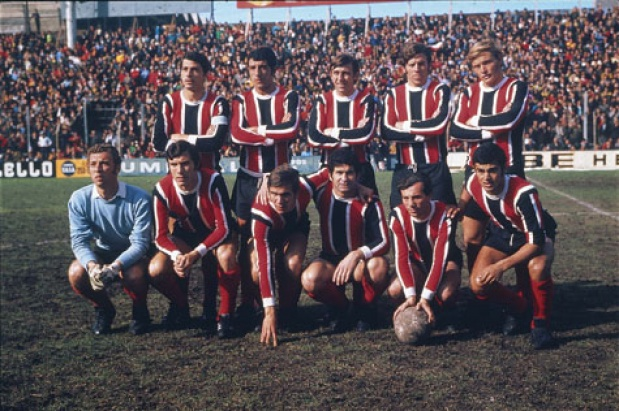
Die Meistermannschaft von 1969

- Meister Metropolitano (1): 1969

## Stadion
Chacarita Juniors spielt im Estadio Chacarita Juniors, Villa Maipú, Buenos Aires, welches Platz für 24.300 Zuschauer bietet.

## Trainer
- Alfio Basile (1975–1976)

## Spieler
- Renato Cesarini (1925–1927, 1929)
- Ernesto Duchini (1929–1938)
- Marcos Ricardo Busico (1940er und 1950er)
- Luis Carniglia (1942–1944)
- Francisco Campana (1945–1949, 1952–?)
- Daniel Carnevali (1970–1973)
- Miguel Ángel Converti (1973–1974)
- Silvio Carrario (1998–2002)
- Javier Pinola (2000–2002)
- Matías Delgado (2000–2003)

## Bemerkenswertes
Die Spieler und Fans der Mannschaft werden gemeinhin mit dem Spitznamen „Los Funebreros“ (Die Bestatter) bezeichnet. Grund ist die Lage des ersten eigenen Stadions, welches neben einem Friedhof lag. 

## Andere Sportarten
Neben Fußball werden im Verein auch Schach, Boxen, Taekwondo und Aerobic praktiziert.